# Llangybi (Monmouthshire)
Pour les articles homonymes, voir Llangybi.
Llangybi est un village situé dans le comté du Monmouthshire, au sud-est du pays de Galles. Il se trouve dans la vallée de la rivière Usk

## Source de la traduction
- (en) Cet article est partiellement ou en totalité issu de l’article de Wikipédia en anglais intitulé « Llangybi, Monmouthshire » (voir la liste des auteurs).